# 恆溎
恆溎（1911年7月12日—？），不入八分輔國公毓森第二子，母繼室薩爾圖克氏，其父為副都統成方，恆親王系第十三代。
他在宣統三年六月（1911年）出生。1912年，溥仪退位。依照《清室優待條件》，清朝宗室仍可袭封。但由於史籍脫漏，故未知他何時接替父親成為恆親王第十三代。